# جورج بي. تورنر
جورج بي. تورنر (بالإنجليزية: George B. Turner)‏ هو عسكري أمريكي، ولد في 27 يونيو 1899 في لونغفيو في الولايات المتحدة، وتوفي في 29 يونيو 1963 في إنسينو ‏ في الولايات المتحدة.